# まじかるず
まじかるずは、かつて太田プロダクションで活動していたお笑いコンビ。1989年結成、1994年解散。ものまねを取り入れた漫才を持ち味とした。

## メンバー
堀井祥明（ほりい よしあき、1968年5月11日 - ）
解散後は「堀井宇宙」の名前で、「003MANIA」というトリオで活動していたが、後に脱退している。
藤代達生（ふじしろ たつお、1968年8月6日 - 2004年3月23日）
2004年に直腸癌のため死去。享年35。チェリーズの八木正幸と3年半ほど一緒に暮らしていた。

## 主なものまねレパートリー
堀井
竹下登、舛添要一、上田昭夫、ケント・デリカット
藤代
土井たか子、田原総一朗、立松和平、関根潤三、江川卓、工藤公康、デーブ・スペクター、櫻井よしこ、斎藤雅樹

## デビュー前
高校時代の同級生同士でコンビを結成。素人参加のものまね番組「全日本そっくり大賞」に出演し優勝を果たす。（当時堀井はアルバイト、藤代は大学生）

## 解散後
堀井は1995年にトリオ「003MANIA」を結成するが、2001年に脱退している。当時の所属は京やプロダクション。
現在は「ビッグワールド」に所属。「ともだち」という事務所とも提携をしながら、ライブのMCなどをしている。博士と助手～細かすぎて伝わらないモノマネ選手権～の第4回に出場。
藤代は1998年3月に新・一人ごっつのお笑い共通一次で首席になっている。
2004年に藤代が他界。堀井は彼の通夜で受付をしていた。

## 出演番組
- ザ・テレビ演芸
- 余談タイムズ（TBSラジオ）
- まじかるずのスーパーギャング（TBSラジオ、1991年10月～1992年1月、毎週火曜日 26:00-27:00）
- 爆笑問題のオモスルドロイカ帝国（ニッポン放送）